# Богословка (Николаевская область)
Богословка (укр. Богословка) — село в Первомайском районе Николаевской области Украины.
Основано в 1899 году. Население по переписи 2001 года составляло 185 человек. Почтовый индекс — 55253. Телефонный код — 5161.

## Местный совет
55253, Николаевская обл., Первомайский р-н, с. Софиевка, ул. Ленина, 26